# Anduze
Anduze/Andusa là một xã trong vùng Occitanie, thuộc tỉnh Gard, quận Alès, tổng Anduze. Anduze/Andusa nằm trên độ cao trung bình là 131 mét trên mực nước biển, có điểm thấp nhất là 117 mét và điểm cao nhất là 443 mét. Xã có diện tích 14,60 km², dân số vào thời điểm 1999 là 3004 người; mật độ dân số là 205 người/km².

## Thông tin nhân khẩu
| 1962  | 1968  | 1975  | 1982  | 1990  | 1999  |
| ----- | ----- | ----- | ----- | ----- | ----- |
| 2.988 | 3.027 | 2.723 | 2.787 | 2.913 | 3.003 |

## Địa điểm tham quan
- Tour de Pézène, một phần của Château de Pézène (Lâu đài Pézène) ngày xưa, nơi ngự trị của bá tước Beaufort
- Château Neuf, lâu đài từ thế kỉ thứ 17.
- Trại quân đội được xây năm 1740 – ngày nay là tòa thị chính và das sở du lịch.
- Nhà thờ St Etienne; xây từ 1686 đến 1688.
- Place couverte từ năm 1457.